# Chiesa della Visitazione di Maria Santissima (Gromo)
La chiesa della visitazione di Maria Santissima è un luogo di culto cattolico di Gromo, in provincia di Bergamo, situato nella frazione Ripa Alta. La chiesa è sussidiaria della parrocchiale di San Giacomo e San Vincenzo di Gromo, della diocesi di Bergamo.

## Storia
La prima citazione della presenza di una chiesa nella frazione Ripa bassa di Gromo, dedicata alla visitazione di Maria alla cugina Elisabetta risalirebbe al 1565, negli atti della visita pastorale del vescovo Federico Corner, con la relazione del parroco don Antonio Strazeri, che cita:

Di questa antica chiesa ne rimane solo una descrizione del parroco Cacciamali del 1864:
La chiesa fu poi oggetto di un grande ampliamento nel 1945, con la posa della prima pietra a opera del vescovo Adriano Bernareggi.

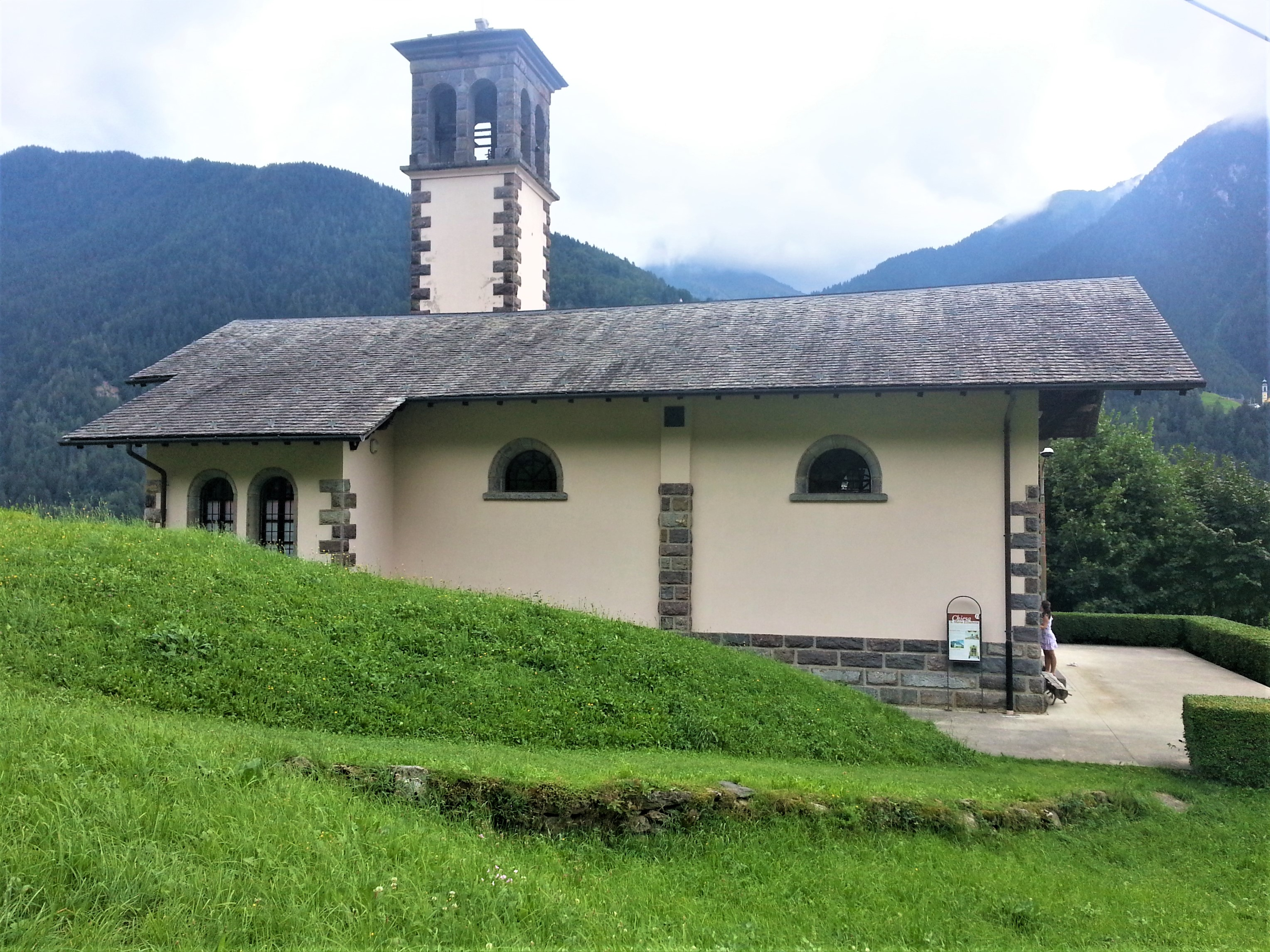
Chiesa della Visitazione di Maria alla cugina Elisabetta

## Descrizione

### Esterno
L'edificio, che è visibile dal fondovalle, è preceduto da un piccolo sagrato pavimentato a lastre di cemento e delimitato da una siepe. L'edificio a cui si accede da due ingressi, uno frontale e il secondo laterale, presenta una zoccolatura in bugnato di pietra stilata, e gronde in legno sporgenti con mensole in larice rinforzato. Anche la torre campanaria è composta in pietra squadrata.

Al centro della facciata vi è il portale avente conci in serizzo rosso sagomati e due finestre laterali terminante con lunette affrescate con le immagini di santa Teresa d'Avila e san Francesco.

### Interno
L'interno a unica navata a pianta rettangolare di piccole dimensioni con il tetto ligneo a vista, e divisa in due campate da grosse colonne a tutto tonto. Il presbiterio a forma rettangolare, a cui si accede da un gradino, è di dimensioni minori, e preceduto da due colonne di grandi dimensioni culminanti con un arco a tutto tonto in bugnato di pietra ben squadrato. L'aula è illuminata da due finestre laterali centinate.

Il presbiterio è anticipato dall'arco trionfale che poggia su pilastri entrambi in pietra squadrata. L'altare maggiore è ornato dalla pala d'altare in legno dorato cinquecentesca composta da piccole statue raffiguranti il gruppo della visitazione formato da: Maria Maddalena e di altri santi tra cui san Rocco, san Giacomo, san Sebastiano e san Giovanni. L'ancona è terminante con il timpano spezzato e con la raffigurazione di Dio Padre centrale. L'opera è di autore ignoto.